# Knjižnica Božidar Kantušer
Knjižnica Božidar Kantušer (prvotno Mednarodna knjižnica za sodobno glasbo - Bibliothèque Internationale de Musique Contemporaine, B.I.M.C.) je bila neprofitno društvo. Ustanovljena je bila leta 1968 z namenom promovirati sodobno glasbo tako, da se omogoči dostop do založenih in nezaloženih partitur vsega sveta. V ta namen knjižnica centralizira te partiture (brez estetske pristranskosti) in sestavlja seznam, nato pa omogoča njihovo odkritje s pomočjo informatike. Ob njenem nastanku sta jo subvencionirala Mestna občina Fontainebleau in francosko Ministrstvo za kulturo, kasneje pa Mestna občina Pariz in Ministrstvo za kulturo. Od leta 2006 je zbirka partitur in posnetkov (več kot 24.500 dokumentov, leta 2012) dostopna v Parizu v Mediateki Hector Berlioz in preko njenih spletnih storitev.

## Cilji
« Razpršenost glasbenih del našega časa pri različnih založnikih po vsem svetu in še pomembneje dejstvo, da večina od njih ostane v obliki rokopisa, predstavljata skoraj nepremostljivo oviro za vsakogar, ki si želi ustvariti natančno sliko sodobne glasbene produkcije. To oviro bi bilo mogoče premagati le, če bi se združili interesenti - na prvem mestu skladatelji in glasbeni založniki, seveda pa ob podpori izvajalcev in drugih glasbenih strokovnjakov. » (odlomek iz biltena B.I.M.C.)

## Sredstva

### Centralizacija in informatizacija
Za omogočanje vpogleda v vložena glasbena dela in sestavljanje baze podatkov, potrebnih za distribucijo le-teh, knjižnica namerava centralizirati založena in nezaložena dela sodobne glasbe (od 20. stoletja dalje) in njihove posnetke. Ne glede na estetsko pripadnost lahko vsak skladatelj/ica vloži svoje partiture in posnetke, razen del, ki so namenjena izključno izobraževanju. Knjižnica redno spodbuja skladatelje in založnike, naj vložijo svoja dela, s poudarjanjem pomembnosti takega vložka za njihovo promocijo. V prizadevanju za multi-centralizacijo (odpiranje več posvetovalnih mest), so več let prosili skladatelje in založnike, naj vložijo več izvodov vsake partiture. Pogovori o sodelovanju so potekali z Lincoln centrom v New Yorku, njihov trud pa je bil poplačan v letih 1975–1985, ko so postavili drugi center v Sloveniji (idejo so oživili leta 1999, nato pa jo opustili). 
Za vsako vloženo delo je bila izdelana kartica, ki je bila natisnjena v številnih izvodih. V namen večkratne uvrstitve vsake kartice je baza podatkov za vsako vloženo partituro vsebovala naslednje: priimek in ime skladatelja, leto in državo rojstva ter narodnost, naslov dela, trajanje, leto nastanka skladbe, nomenklaturirana zasedba, eventuelno založnik in leto izdaje. Kasneje so se ti podatki pojavili v katalogih, nato pa so bili vneseni v informatični sistem Mediateke Hector Berlioz. Poleg tega je za vsakega skladatelja ustvarjen dostopen biografski zapis. Ker vse informacije v partiturah pogosto niso vključene, je pridobitev vseh potrebnih podatkov za realizacijo njihovega vnosa ena najpomembnejših nalog društva. 

### Širjenje podatkov
Distribucija podatkov, ki dovoljuje objektivno in celovito informacijo o sodobnih glasbenih delih, danes poteka preko spletne strani Mediateke Hector Berlioz. Pred tem so katalogi bili natisnjeni, in sicer v dveh publikacijah - v eni so bila dela razvrščena po zasedbah, v drugi pa po abecednem redu imen skladateljev. Te kataloge so redno tiskali in jih pošiljali naročnikom po celem svetu. Katalogi so imeli in še vedno imajo pomembno mesto v akademskih in javnih glasbenih knjižnicah v ZDA, Kanadi, Evropi, Avstraliji in na Japonskem. Na začetku (od leta 1968) so širili informacije tako, da so naročnikom pošiljali kartoteke. Razvrščene so bile po abecednem redu skladateljev, zasedbah, narodnosti skladatelja ter po abecednem redu, narodnosti skladatelja ter po zasedbah, trajanju dela, letu nastanka, in po založbah (nezaložena dela po zasedbah). Ena kartica, tiskana v več izvodih, je vsebovala vse podatke za določeno partituro. Ista kartica se je nahajala v sedmih različnih kartotekah in s tem je imelo vsako delo sedem različnih dostopov. Interesenti so se naročili na eno ali več kartotek po svoji izbiri, zato so se njihove kartoteke posodobile, medtem ko so dobivali nove pošiljke kartic. Nove kartice so se pošiljale naročnikom v sorazmerju z vložitvijo novih glasbenih del v knjižnico.

## Zgodovina
Ob nastanku knjižnice leta 1968 so jo številni skladatelji pisno podprli, med njimi Henri Dutilleux, André Jolivet, Darius Milhaud in Henri Sauguet. Uživala je tudi začetno podporo javnosti, zlasti v Les Lettres françaises ali v Combat, kjer so pozdravljali to uspešno pobudo. Kmalu so začele številne glasbene ustanove po vsem svetu z zanimanjem spremljati razvoj društva. Prvi sedež BIMC-ja je bil v Fontainebleauju v prvem nadstropju vile Lavaurs, kjer so v kleti bili tudi pripomočki za tehnične storitve, na primer snemalni studio in tiskarski stroj. V začetku sedemdesetih let je sedež knjižnice prenesen v Pariz. Vse do leta 2002 je knjižnica zavzemala dva nadstropja aneksa k Cité Internationale des Arts na bregovih Sene, nato pa se je za kratek čas preselila v konservatorij CNR, Rue de Madrid. Od leta 2006 je knjižnica del Mediateke Hector Berlioz na Pariškem visokem glasbenem konservatoriju (CNSMDP). Preimenovala se je v Knjižnico Božidar Kantušer v čast skladatelju Božidarju Kantušerju, ki je bil eden od njenih ustanovnih članov in direktor od 1968 do 1999. Drugi ustanovni člani društva so Leon Barzin, Louis-Noël Belaubre, Jacques Phytilis, Jean-Jacques Werner, Pierre Wissmer in Didier Duclos.